# Grendel Grendel Grendel
Grendel Grendel Grendel è un film d'animazione australiano del 1981 diretto e scritto da Alexander Stitt. È basato sul romanzo L'orco di John Gardner. La musica venne composta da Bruce Smeaton.
Come il romanzo di Gardner, il film è una versione del poema Beowulf narrata dal punto di vista del mostro Grendel (interpretato da Peter Ustinov). Grendel è caratterizzato come un individuo tormentato e contemplativo che attacca gli umani per mancanza di comprensione.

## Trama
Inizialmente narrato con un flashback dal protagonista, Grendel ricorda la prima volta che uscì dalla sua caverna da piccolo e del suo primo brutto incontro con Hrothgar, il re dei danesi. Dopo essere stato salvato da sua madre, Grendel riflette sulle caratteristiche che aveva in comune con gli umani e si lamenta della loro incapacità di capire il suo linguaggio. Nel corso degli anni, Grendel osserva il regno di Hrothgar espandersi, disgustato dai suoi eccessi e dalle revisioni dello Scaldo, che descrive le brutali azioni di Hrothgar come delle vittorie gloriose. Disperato nel trovare un significato nella vita, Grendel incontra il Drago. Il Drago dice di possedere la capacità di vedere nel futuro e con questa capacità ha sviluppato una visione nichilista dell'universo dato che qualsiasi cosa è destinata a finire e dice a Grendel che lo scopo della sua esistenza è quello di terrorizzare gli umani perché li stimola a progredire.
Grendel accetta il suo nuovo ruolo e incomincia ad attaccare regolarmente la reggia di Hrothgar per spaventare i suoi uomini e divorarli. Evita di uccidere Hrothgar e il guerriero Unferth, i cui deliri di eroismo e passiva opposizione nei confronti di Hrothgar divertono Grendel.
Provando simpatia per Wealtheow, la miserabile moglie di Hrothgar, Grendel decide finalmente di uccidere Hrothgar e di portarla alla sua caverna. Prima dell'arrivo di Grendel, la reggia viene visitata da Beowulf, che uccide Unferth per ordine di un paranoico Hrothgar. Beowulf tende un agguato a Grendel e gli strappa un braccio. Grendel scappa dalla reggia per poi morire mentre riflette sulla natura accidentale della sua morte.